# Qahar Q.C.
Qahar Q.C., född 12 april 2011, död 15 september 2019 på gården Tillinge-Åby utanför Enköping i Uppsala län, var en svensk varmblodig travhäst. Under större delen av karriären tränades han av Catarina Lundström och sköttes om av Susanne Lilja. Han kördes oftast av Ulf Ohlsson.
Qahar Q.C. tävlade åren 2014–2019. Han gjorde sig känd för sin styrka och var en av landets bästa stayers. Han sprang in 1,7 miljoner kronor på 73 starter varav 20 segrar, 4 andraplatser och 7 tredjeplatser. Han tog karriärens största segrar i Nahars Lopp (2018) och ett försök av Silverdivisionen (april 2018). Han kom även på andraplats i Bronsdivisionens final (feb 2018).

## Karriär

### Tidig karriär
Qahar Q.C. inledde karriären hos Markus B. Svedberg. Han gjorde sin första start som treåring, den 10 april 2014 på Örebrotravet. Han diskvalificerades för att ha galopperat. Vintern 2014 bytte han regi och började tränas av Peter Untersteiner. Sitt första felfria lopp travade han den 3 september 2015 på Åby och han tog då även sin första seger. Han flyttades till tränare Lutfi Kolgjini i december 2015, där han tränades fram till slutet av 2016. Under denna period gjorde han 16 starter, och fortsatte att galoppera bort sina möjligheter i majoriteten av loppen. Han vann dock samtliga felfria lopp, fem stycken.

### Vändpunkten
I oktober 2016 flyttades Qahar Q.C. från Kolgjini till tränarduon Stefan Melander och Catarina Lundström på gården Tillinge-Åby utanför Enköping i Uppsala län. Han fick där Susanne Lilja som skötare. Detta kom att bli en vändpunkt i karriären då han började trava felfritt i loppen och rada upp segrarna tillsammans med kusken Ulf Ohlsson.
Från november 2017 till januari 2018 var han obesegrad i fem raka lopp. Karriärens största seger kom i Open Trot-Stayern (numera Nahars Lopp) den 24 augusti 2018 på Bergsåker.

### Död
Den 14 september 2019 var Qahar Q.C. med om en olycka i sin hage och fick en allvarlig skada på ett kotben. Han avlivades den 15 september 2019.